# Tellervo septentrionides
Tellervo septentrionides är en fjärilsart som beskrevs av Stoneham 1958. Tellervo septentrionides ingår i släktet Tellervo och familjen praktfjärilar. Inga underarter finns listade i Catalogue of Life.